# Ronssoy
 Ronssoy  es una población y comuna francesa, en la región de Picardía, departamento de Somme, en el distrito de Péronne y cantón de Roisel.

## Demografía
| 716 | 696 | 636 | 654 | 624 | 612 |
| Para los censos de 1962 a 1999 la población legal corresponde a la población sin duplicidades (Fuente: INSEE [Consultar]) |     |     |     |     |     |